# 劉超 (明朝)
劉超（？—？），号海瀛，山東青州府寿光县軍籍，田柳镇邢姚人。明朝政治人物、進士出身。

## 生平
萬曆七年（1579年）己卯科山東鄉試舉人，十七年（1589年）登己丑科進士，戶部觀政，十二月授山西太原府推官，十九年升刑部主事，二十三年降調汾州府推官，二十七年升河南府通判，二十九年升歸德府同知，三十一年丁憂，三十三年補廣平府同知，三十五年升南京工部員外，三十六年差九江、瓦雷二關，升南京工部都水司郎中，三十八年升陝西漢中府知府，三十九年京察，四十年降兩淮運判，四十一年丁憂。

## 家族
曾祖劉彪。祖劉軒，壽官。父劉瓊，封文林郎推官。